# 線型部分空間
数学、とくに線型代数学において、線型部分空間（せんけいぶぶんくうかん、linear subspace）または部分ベクトル空間（ぶぶんベクトルくうかん、vector subspace）とは、ベクトル空間の部分集合で、それ自身が元の空間の演算により線型空間になっているもののことである。
ベクトル空間のある部分集合が、それ自身ある演算に関してベクトル空間の構造を持っていたとしても、その演算がもとの空間の演算でないならば部分線型空間とは呼ばない、ということに注意されたい。また、文脈により紛れの恐れのない場合には、線型部分空間のことを単に部分空間と呼ぶことがある。

## 定義
体 K 上のベクトル空間 L の空でない
部分集合 S ⊆ L に対して、和やスカラー積は元の線型空間 L で定義された演算として、
1. a + b ∈ S
2. αa ∈ S

(for all a, b ∈ S and for all α ∈ K) が満たされるとき、S を L の線型部分空間と呼ぶ。

## 例
- ベクトル空間 V 自身や V の零元だけから成る集合 {0} は V の部分空間である。これを自明な部分空間という。
- K 上のベクトル空間 V の任意の元 v に対して、集合 Kv = {av | a ∈ K} は V の線型部分空間である。これを v の生成する線型部分空間という。

- Rn や Cn に対し、原点を含む 直線、平面、超平面は、全て線型部分空間である。
注意：原点を含まない 直線、平面、超平面は線型部分空間とはならないが、これらは線型部分空間の概念と深く結びついている。実際、これらの概念を定義するときには、線型部分空間の概念を使うのが普通である（ユークリッド幾何学の古典的な公理系では、これらの用語は無定義語となる）。正確にはこれらは、アフィン部分空間とよばれるものである。詳しくはアフィン空間の項を参照。

## 性質
ベクトル空間 V の線型部分空間 U, W に対し、その和
U + W = {u + w | u ∈ U, w ∈ W}　
と交わり
U ∩ W = {v | v ∈ U かつ v ∈ W}
も V の線型部分空間である。
また、V'  も K 上の線型空間であって f が V から V'  への線型写像であるとき、V の任意の線型部分空間 W に対して
f(W) = {f(w) | w ∈ W}
は V の線型部分空間であり、V'  の任意の線型部分空間 W'  に対して 
f -1(W' ) = {v ∈ W | f(v) ∈ W' }
は V'  の線型部分空間である。特に、f の像 Im f = f(V)、核 Ker f = f -1({0'}) は、それぞれ V' , V の線型部分空間である。ただし 0' は V'  の零元を表す。